# 中国人民解放军第四野战军南下工作团
中国人民解放军第四野战军南下工作团（简称四野南下工作团、南工团）是第四野战军应因当时战争形势，于1949年初组建的干部队伍。

## 历史
1949年2月15日东北野战军（后称第四野战军）林彪、罗荣桓、谭政、陶铸向中共中央提出在平津地区吸收万名青年学生作为接收和管理新解放区的干部的请示。1949年2月17日中央复电批准《关于吸收平津地区知识分子的方案》，并指出这“是一件大事，不容草率从事”，应与平津战役前委及华北局“共同商定办法，定出计划”，并指示原定由华北大学调往东北野战军的300名学员，作为这一万人的骨干。2月24日，东北野战军遵照中共中央的指示，经与前委、华北局和平、津两市委商定《在平津地区招收万名学生参军办法》，以“南下工作团”的名义，在平、津两市动员7000名学生，另招收3000名技术工人和各种专门技术人才，随军南下在新区开展工作。《人民日报》《北平解放报》《天津日报》发布了南下工作团招考团员的启事。清华大学、北京大学、燕京大学等高校和许多中学先后召开了动员大会。从2月24日至3月1日仅一周时间，清华大学便有1000多名同学报名，约占在校学生的三分之一，按照《参军办法》“对理工科与医科学生则一般不动员南下”的规定，最后南工团在清华录取了本科生198名。清华大学党总支副书记何东昌回忆：“四野准备南下，……这时要迎接全国解放，解放军既是战斗队，又是工作队，解放一个地方，就得派人把政权建立起来。就动员北京革命师生参加南下工作，清华有一批同志报名参加南下。记忆中大家热情报名，批准200多名……”“……党组织号召‘参军参干’——参加军队和干部队伍。80%以上的学生都报了名”。3月5日晚，清华大学全校举行南下工作团欢送会。
1949年3月11日，北平文管会通知，各校应保留对参加南下工作团的同学的学籍，以备以后返校继续学习。
5月16日上午，周恩来在北平中山公园音乐堂向一、三分团的全体团员作《关于革命青年的修养及目前形势》的报告，中间有人给周恩来递上一张纸，周恩来当即宣布：“就在我开始讲话时，武汉已宣告解放。”7月15日晨6时30分朱德在北京大学红楼前的民主广场，给一、三分团作《完成伟大历史使命》的报告。谭政、陶铸、李立三、陈绍禹、谢觉哉、冯文彬、杨述、董必武、张闻天都给南工团做过报告。
1949年7月17日，中国新民主主义青年团中央委员会特致函南下工作团毕业生：“你们即将南下，参加人民解放军，向江南待解放地区大进军。你们中间大部分是青年，你们正代表着中国新生的一代，以无限的勇气和决心，走向军队中去，走向江南人民中去，我们相信你们一定能够做好群众工作，光荣完成各项战斗任务，为人民解放战争的彻底胜利和建设一个崭新的人民民主共和国而贡献出自己最大的力量，在这些斗争中好好学习马列主义和毛泽东思想，将自己锻炼得更坚强，以后能更好的为人民服务。”
1949年7月18日晚，北平市各界在先农坛体育场举行了欢送南下工作团南下大会，一、三分团6000多人全体和天津二分团的代表参加，北平市党、政、军、机关及各民主党派等社会各界共15000余人出席，北平市委书记彭真、北平市市长叶剑英主持大会。

## 组织架构
- 总团长：谭政（第四野战军副政委兼政治部主任兼）
- 副总团长：
  - 陶铸（四野政治部副主任兼）实际主持南工团工作。在北平东四头条华文学校内办公。
  - 邵式平
- 秘书长林一山
  - 副秘书长张平凯
- 政治部主任王逸群
  - 组织部长李一平
- 第一分团：以在热河组建的东北军区整训第4师第15团和东北野战军政治教导团为基础在北平组建。下设4个大队，全团共2600余人。大部分是清华、北大、燕京、北京师范、辅仁、中法、中国等大学的学生。3月12日第一大队在华文学校举行开学典礼，四野政委罗荣桓到会讲话。继而第二、三、四大队分别于3月18日、21日和4月3日完成编队。4月8日全体在北平中山公园音乐堂举行开学典礼。1949年7月29日、30日乘火车离开北平南下至鸡公山整训。9月6日，一分团在鸡公山体育场举行了毕业典礼后，分配到中南局机关、四野机关、野战军、各特种兵、中南军政大学总校及湖南、广西分校，还有武汉、广东、江西、广西等省市的地方工作队。
  - 团长赵卓云
  - 政委钟平
  - 秘书处
  - 教务处
  - 总务处
  - 4个大队
- 第二分团：1949年3月东北军政大学冀察热辽分校在天津杨村改为第四野战军南下工作团第二分团，在天津招收青年学生2000多人编为第1、第2、第3大队，各辖4个中队。1949年6月组建第4、第5大队，接收河北正定的华北大学1500名学生。全团共3500人。7月27日开始乘火车南下，8月1日陆续到汉口。除五大队住在博学中学外，其余各队都住在武汉大学。8月5日，中共中央华中局、华中军区、四野政治部在中山公园为二分团举行欢迎大会。8月中旬陆续开始分配到部队，少数分到地方。8月22日，中南军政大学副校长吴溉之传达二分团及近200名留团整训团员调广州改为军大分校，随叶剑英进军广东。1949年10月9日正式把二分团机构改为中南军政大学广东分校（广东军政大学）。1951年改建第25步兵学校（广州）。1952年改建军事体育学校。[6]
  - 团长赵复兴
  - 政委李孔亮
  - 副团长曹诚
  - 副政委江峰
  - 教务处：处长宋昕、卓明
  - 总务处：处长彭泰元，政委王健
  - 5个大队
- 第三分团：以东北军区整训第四师师长刘兴隆率领一批师、团、营级干部和驻锦州的冀察热辽联合大学校长徐懋庸率领部分干部在北平旃坛寺组建。下设4个大队，每个大队均有1个女生中队，还成立了专业的文工团，全团有近4000人。1949年4月28日以该分团一部组建了第十五兵团机关。1949年8月1日南下，先到河南开封整训。1949年9月中旬三分团在河南大学礼堂举行了毕业典礼。9月下旬到武汉，分配到四野机关、中南军政大学、通信学校、航空学校、四野第十三兵团，还有一大批由华中局分配到地方工作。
- 青年工作队：1949年6月15日以“南工团先遣队”名义离开北平南下，6月23日到武汉。一部分留在中南局青委机关和武汉市，其他被分派到湖南和江西从事地方工作。